# Nekropole von Razet
Die 1872 entdeckte Nekropole von Razet (auch La nécropole de Coizard-Joches) hat 37 in den Kreidefels gearbeitete Marnegrotten (artifizielle Grabhöhlen) der neolithischen Seine-Oise-Marne-Kultur (S-O-M). Sie liegt in Coizard-Joches im Département Marne in Frankreich. Von den 37 Grotten der Nekropole sind heute nur zwei zugänglich. 
Bis etwa 2000 v. Chr., legten die Bewohner der Region ihre Toten in den Grotten der Nekropole ab und vertrauten sie der teilweise mit einer Doppelaxt dargestellten (französisch Déesse Mère oder Déesse des Morts – deutsch „Mutter- oder Totengöttin“) an, deren Spuren an den Wänden zweier Grotten gefunden wurden.
Die Funde aus der zweiten Kammer sind im Musée de Saint-Germain-en-Laye.
Die Grotte ist seit 1926 als Monument historique registriert. 